# Skepperstads distrikt
Skepperstads distrikt är ett distrikt i Sävsjö kommun och Jönköpings län. 
Distriktet ligger i östra delen av kommunen.

## Tidigare administrativ tillhörighet
Distriktet inrättades 2016 och utgörs av socknen Skepperstad i Sävsjö kommun.
Området motsvarar den omfattning Skepperstads församling hade vid årsskiftet 1999/2000.